# Bacotoma
Bacotoma is een geslacht van vlinders (nachtvlinders) van de familie van de grasmotten (Crambidae), uit de onderfamilie Spilomelinae. Dit geslacht is voor het eerst beschreven door Frederic Moore in 1885. De soorten binnen dit geslacht komen in het Oriëntaals- en Australaziatisch gebied voor. De meeste soorten komen in slechts kleine en geïsoleerde gebieden voor. Alleen Bacotoma illatalis heeft een groot verspreidingsgebied.

## Soorten
- Bacotoma ampliatalis (Lederer, 1863)
- Bacotoma binotalis (Warren, 1896)
- Bacotoma camillusalis (Walker, 1859)
- Bacotoma cuprealis (Moore, 1877)
- Bacotoma hainanensis Yang, Ullah, Landry, Miller, Rosati & Zhang, 2019
- Bacotoma illatalis (Walker, 1866)
- Bacotoma oggalis (Swinhoe, 1906)
- Bacotoma poecilura (Hering, 1903)
- Bacotoma ptochura (Meyrick, 1894)
- Bacotoma violata (Fabricius, 1787)